# Rogach Peak
Der Rogach Peak (englisch; bulgarisch връх Рогач wrach Rogatsch) ist ein 562 m hoher und vereister Berg auf der Astrolabe-Insel in der Bransfieldstraße nordwestlich der Trinity-Halbinsel des Grahamlands auf der Antarktischen Halbinsel. Er ist der höchste Berg der Insel und ragt 2,28 km nordöstlich des Sherrell Point sowie 1,9 km südsüdöstlich des Drumohar Peak auf.
Deutsche und britische Wissenschaftler kartierten ihn 1996 gemeinsam. Die bulgarische Kommission für Antarktische Geographische Namen benannte ihn 2010 nach der Ortschaft Rogatsch im Süden Bulgariens.